# Neues Gymnasium Stuttgart-Feuerbach
Das Neue Gymnasium Stuttgart-Feuerbach (NG) war ein staatliches allgemeinbildendes Gymnasium in Stuttgart-Feuerbach. Es befand sich gegenüber dem ehemaligen Leibniz-Gymnasium (LG).

## Geschichte
Das Gymnasium wurde 1897 als Privattöchterschule von August Happold und elf weiteren Vätern gegründet. Der erste Schulleiter wurde Eugen Geiger, der zuvor Lehrer an der damals schon bestehenden Jungenschule (dem heutigen Leibniz-Gymnasium) war. Zunächst war die Schule am Karlsplatz, dem heutigen Wilhelm-Geiger-Platz, untergebracht und später dann im sogenannten „Happold-Stift“ in der Leobener Straße, wo bereits seit 1889 der Schulbetrieb der Jungenschule stattfand. Aufgrund der Gründung der Privattöchterschule wurde der Unterricht von Mädchen und Jungen fortan getrennt vollzogen, eine Situation, die mit Ausnahmen bis 1969 fortbestand.
1903 wurde die Schule zur Höheren Mädchenschule umbenannt und zog im Jahr 1913 gemeinsam mit der Jungenschule in ein von Paul Bonatz errichtetes Gebäude, den sogenannten „Bonatzbau“. Ein Jahr später wurde die Schule dann zur Mädchenrealschule. Weitere Umbenennungen erfolgten 1937 (Oberschule für Mädchen), 1953 (Progymnasium für Mädchen) und 1957 (Gymnasium für Mädchen).
Ein neues Schulgebäude wurde im Jahr 1956 fertiggestellt. Seit 1970 trug das Gymnasium den  Namen Neues Gymnasium. Es war fortan koedukativ, das heißt Jungen und Mädchen wurden gemeinsam unterrichtet. Die dadurch erhöhte Schülerzahl hatte jedoch eine Schulteilung und Neugründung des Solitude-Gymnasiums in Weilimdorf zur Folge.
Zum Schuljahr 2018/2019 fusioniert das Neue Gymnasium mit dem benachbarten Leibniz-Gymnasium. Das Gymnasium heißt seitdem Neues Gymnasium Leibniz, kurz „NGL“.
Zudem gibt es seitdem einen Ganztagsschulzweig an dieser Schule.
Das alte Schulgebäude wurde 2024 zugunsten eines Neubaus abgerissen.

## Schulprofil
Das Neue Gymnasium bot einen bilingualen Zug an. Erreicht werden konnte das „Internationale Abitur Baden-Württemberg“.
Bekanntheit erlangte auch die Juniorfirma „Senioren Service“, mit der Schüler eines Wirtschaftskurses am Junior-Programm des Instituts der deutschen Wirtschaft teilnahmen. Neben dieser Juniorfirma gab es auch mehrere „Seminarkurse“ mit verschiedenen Themen. Unter anderem ein Buchprojekt zum Thema „Feuerbach im Wandel“.

## Bekannte Lehrer
- Wilhelm Hofmann (1917–1995), FDP-Politiker und von 1966 bis 1975 Rektor des Neuen Gymnasiums